# Çamlıyurt, Milas
Çamlıyurt là một xã thuộc huyện Milas, tỉnh Muğla, Thổ Nhĩ Kỳ. Dân số thời điểm năm 2011 là 240 người.